# Liste der Baudenkmale in Eldingen
In der Liste der Baudenkmale in Eldingen sind alle Baudenkmale der niedersächsischen Gemeinde Eldingen im Landkreis Celle aufgelistet. Die Quelle der Einträge ist der Denkmalatlas Niedersachsen mit tw. Kürzungen. Der Stand der Liste ist der 13. Mai 2024.

## Allgemein
In den Spalten befinden sich folgende Informationen:
- Lage: die Adresse des Baudenkmales und die geographischen Koordinaten. Kartenansicht, um Koordinaten zu setzen. In der Kartenansicht sind Baudenkmale ohne Koordinaten mit einem roten Marker dargestellt und können in der Karte gesetzt werden. Baudenkmale ohne Bild sind mit einem blauen Marker gekennzeichnet, Baudenkmale mit Bild mit einem grünen Marker.
- Bezeichnung: Bezeichnung des Baudenkmales
- Beschreibung: die Beschreibung des Baudenkmales. Unter § 3 Abs. 2 NDSchG werden Einzeldenkmale und unter § 3 Abs. 3 NDSchG Gruppen baulicher Anlagen und deren Bestandteile ausgewiesen.
- ID: die Objekt-ID des Baudenkmales
- Bild: ein Bild des Baudenkmales, ggf. zusätzlich mit einem Link zu weiteren Fotos des Baudenkmals im Medienarchiv Wikimedia Commons. Wenn man auf das Kamerasymbol klickt, können Fotos zu Baudenkmalen aus dieser Liste hochgeladen werden:

## Bargfeld
| Lage                                              | Bezeichnung                             | Beschreibung | ID       | Bild |
| ------------------------------------------------- | --------------------------------------- | --- | -------- | ---- |
| Im Luttertal 13 52° 42′ 5″ N, 10° 20′ 54″ O       | Landarbeiterhaus                        | | 33739734 | BW   |
| Im Luttertal 16 52° 42′ 5″ N, 10° 20′ 49″ O       | Toranlage                               | Traufständiges, eingeschossiges Doppel-Wohnhaus unter Satteldach in roter Ziegelpfannendeckung. Fassade vollständig mit vertikalen Holzbehang verschalt. | 33739754 | BW   |
| Im Luttertal 16 / 18 52° 41′ 59″ N, 10° 20′ 43″ O | Gutspark                                | Waldähnlicher Park des Gutshofes. Mit kleiner Teichanlage im Norden. Westlich begrenzt durch die Lutter. Erbbegräbnis im Park. | 33740625 | BW   |
| Im Luttertal 18 52° 42′ 4″ N, 10° 20′ 45″ O       | Wohn-/ Wirtschaftsgebäude               | Vierständer-Fachwerkbau auf Feldsteinsockel unter Satteldach in roter Hohlpfannendeckung mit Strohdocken. Aus Zweiständer-Hallenhaus von 1650(i) zu Vierständer umgebaut. Wirtschaftsteil mit roter Backsteinausfachung, teils in Ziersetzung. Ostgiebel mit Dielentor und dreifach vorkragendem Giebelfeld mit Fußstreben-Paaren über Gebälk mit gerundeten Balkenköpfen und Füllhölzern sowie einer Schwellinschrift. Im Inneren intaktes Innengerüst der Mitte des 16. Jh. mit ehemaliger Herdstelle. Zur Westseite zweigeschossig ausgebauter Wohnteil unter Walmdach mit Niedersachsengiebel, 1910 aufgestockt. Fassade vollständig in Vertikalbehang verbrettert, zur Südseite im EG eingezogene und auf gezierten Holzsäulen ruhende Eingangsveranda mit vorgelagerter geschwungener Freitreppe. Westgiebel mit im Jugendstil akzentuierten Türen und Fenstern. | 33739776 |      |
| Zum Kronsberg 1 52° 42′ 15″ N, 10° 20′ 49″ O      | Wohnhaus; Arno Schmidt Gedächtnisstätte | Freistehender, eingeschossiger Holzbau mit senkrechter Verbretterung und ausgebautem Dachgeschoss unter Satteldach in roter Hohlpfannendeckung. An der südlichen Traufe ist eine überdachte Veranda angesetzt. Errichtet 1948 als Fachwerkbau, Umbau 1958. | 33739797 |      |
| Zum Kronsberg 1 52° 42′ 14″ N, 10° 20′ 50″ O      | Haus; Arno Schmidt Gedächtnisstätte     | Wohn-, Arbeits- und Archivhaus von Arno Schmidt, heute: Gedächtnisstätte. Eingeschossiger, gewinkelter Putzbau mit ausgebautem DG unter hohlpfannengedecktem Satteldach. Nach Westen giebelseitige Außentreppe unter weit vorkragendem Dach. Errichtet 1977-1978 nach Entwurf des Arno Schmidt. | 33740711 |      |
| Zum Kronsberg 1 52° 42′ 14″ N, 10° 20′ 51″ O      | Garten; Arno Schmidt Gedächtnisstätte   | Fast quadratisches Grundstück am Ortsrand mit einer an die umgebende Landschaft angelehnten Gestaltung mit altem Baumbestand heimischer Arten und großer, mittiger Wiesenfläche. Gestaltet und geplant durch Arno Schmidt ab 1958 und erweitert in den Jahren 1961 und 1964 zur Größe von ca. 4000 m². | 33740688 | BW   |
| Zum Kronsberg 1 52° 42′ 14″ N, 10° 20′ 52″ O      | Grab; Arno Schmidt Gedächtnisstätte     | Grabstätte des Schriftstellers Arno Schmidt. Urnenbestattung unter Findling in kleinen Wacholderhain. Ooval-länglichen Stein mit flacher, sitzartiger Oberkante von ca. 100 cm Länge. Der Stein stammt aus der Nähe des Ortes Weyhausen und wurde zu Lebzeiten des Schriftstellers in den Garten transportiert als Teil der Gartengestaltung. | 33740666 |      |

## Eldingen
| Lage                                             | Bezeichnung                         | Beschreibung | ID       | Bild           |
| ------------------------------------------------ | ----------------------------------- | --- | -------- | -------------- |
| Alter Kirchweg 52° 41′ 13″ N, 10° 20′ 31″ O      | Straßenpflaster                     | Historische Pflasterung der Straße mit Feldsteinen. | 33739816 | BW             |
| Bahnhofstraße 1 52° 41′ 9″ N, 10° 20′ 38″ O      | Pfarrhaus                           | Ein- bis zweigeschossiger Fachwerkbau auf verputztem Sockel unter Sattel-/Schopfwalmdach in roter Hohlpfannendeckung. Symmetrisches Fachwerkgefüge mit roter Backsteinausfachung. Wirtschaftsteil mit südöstlichen Dielentor mit Vorschauer, Giebelfeld vorkragend über profiliertem Gebälk mit gerundeten Balkonköpfen und Füllhölzern sowie profilierten Knaggen mit Metopen. Westlich quergestellter und zweigeschossiger Gebäudeflügel, zur Südseite mit Wintergartenanbau und zur Westseite Utlucht. Zweigeschossiger Fachwerkflügel von 1756, Wirtschaftsteil und Wintergarten/Veranda von 1914. | 33739835 |                |
| Bargfelder Straße 4 52° 41′ 17″ N, 10° 20′ 44″ O | Gärtnerhaus                         | Eingeschossiger Massivbau unter Schopfwalm-/Satteldach. Nördlicher Flügel mit Auslucht im EG, darüber gekuppelte Fenster im Giebelfeld. Östliches Giebelfeld mit achsenmittigen Zugang hinter Fachwerk-Terrasse. | 33739856 |                |
| Bargfelder Straße 6 52° 41′ 22″ N, 10° 20′ 40″ O | Schloss Eldingen                    | Zweigeschossiger, quergelagerter verputzter Massivbau auf Souterrain unter Mansardwalmdach. Nördliche Hauptfassade mit achsenmittigen Zugang hinter geschwungener Freitreppe, breiten Mittelrisaliten mit kolossaler Pilasterstellung und Schweifgiebel mit Aufsätzen. Eckquaderungen mit Fugenschnitt, differenzierte Fenstereinfassungen. Südwestliche Fassade mit achsenmittiger Loggia mit Balkon darüber, Säulenstellung und herrschaftlicher geschwungener Freitreppe. Zu den Seiten zwei Risalite mit ebenfalls geschwungenen Giebeln. Schmalseiten mit Giebelbekrönung. 1904-1907 vom Architekten Hermann Schaedtler unter dem Bauherrn Baron Walther Johannes von Caron errichtet.                                                             | 33739878 |                |
| Bargfelder Straße 6 52° 41′ 25″ N, 10° 20′ 36″ O | Schloss Eldingen (Gutspark)         | Der Gutspark schließt sich nordwestlich an das Herrenhaus an. Er wurde, wie das Herrenhaus, im neubarocken Stil angelegt. Mit Hauptachse ausgehend vom Herrenhaus, Rasenparterre und rechteckigem Wasserbecken mit Halbmond. Axial angelegte Parkanlage geht in waldartigen Landschaftspark über. | 33739899 | BW             |
| Bargfelder Straße 6 52° 41′ 16″ N, 10° 20′ 31″ O | Schloss Eldingen (Allee)            | | 33739646 | BW             |
| Dorfstraße 2 52° 41′ 10″ N, 10° 20′ 37″ O        | Ev.-luth.-Marienkirche              | Saalkirche mit romanischen Langhaus aus Feldsteinmauerwerk mit polygonalem Chor unter Satteldach in roter Hohlpfannendeckung. Chorpolygon mit Strebepfeilern und genasten Lanzettfenstern, Langhaus mit großen Spitzbogenfenstern, Laibungen mit Backsteineinfassungen, nördliches Portal mit glasierten Steinen akzentuiert. Südlich Sakristeianbau in Feldstein, nördlich gotische Vorhalle in Backstein. Veränderungen ab dem 18. Jh., Westgiebel in Backstein mit Vestibül als Erweiterung des 19. Jh. Nordwestlich entkoppelt stehender Fachwerk-Glockenturm des 18. Jh. Im Inneren bedeutender Flügelaltar der ersten Hälfte des 15. Jh., Taufstein des 13. Jh., Renaissancekanzel vom Ende des 16. Jh., sowie Kruzifix aus der Mitte des 15. Jh. | 33739921 | Weitere Bilder |
| Dorfstraße 2 52° 41′ 10″ N, 10° 20′ 37″ O        | Kirchhof                            | Der Kirchhof der St. Marienkirche von niedriger Bruchsteinmauer umgeben. | 33739689 | BW             |
| Dorfstraße 4 52° 41′ 10″ N, 10° 20′ 36″ O        | Küsterhaus, ehem. Schule            | Eingeschossiger, giebelständiger Vierständer-Fachwerkbau auf verputzten Sockel unter Halbwalmdach in roter Hohlpfannendeckung. Symmetrisches Fachwerkgefüge mit roter Backsteinausfachung. Zur nördlichen Giebelseite Utlucht. Errichtet in erster Hälfte 19. Jh. | 33739944 |                |
| Im Brande 52° 41′ 28″ N, 10° 20′ 17″ O           | Erbbegräbnis v. der Wense und Caron | Erbbegräbnis der Familien von der Wense und Caron im Mischwald westlich des Gutes Eldingen gelegen. Mit Bestand an historischen Grabsteinen und Kreuz. | 33739987 | BW             |
| L 282 km 20,0 52° 41′ 5″ N, 10° 20′ 5″ O         | Meilenstein                         | | 33740588 | BW             |
| Metzinger Straße 8 52° 41′ 9″ N, 10° 20′ 45″ O   | Deputathaus                         | Eingeschossiger Vierständer-Fachwerkbau unter Satteldach in Hohlpfannendeckung. Zur Südseite nachträglich zugesetzte Quereinfahrt sowie Rolltor. Westliche Giebelseite mit Utlucht. Giebelfelder mit vertikalen Holzbohlenbehang. | 33740028 | BW             |

## Heese
| Lage                                 | Bezeichnung     | Beschreibung | ID       | Bild |
| ------------------------------------ | --------------- | --- | -------- | ---- |
| Heese 1 52° 42′ 9″ N, 10° 19′ 26″ O  | Treppenspeicher | Allseitig verbretterter Fachwerkbau in Hochrähmzimmerung unter Satteldach in roter Hohlpfannendeckung auf zum Teil losen Feldsteinsockel. Dach über Außentreppe vorkragend, mit Kehlbalken. Im Türriegel geschnitzte Inschrift. Verbindung der Schwellhölzer mit hakenförmigen Eckblatt und schrägem Hakenblatt. | 33740049 | BW   |
| Heese 1 52° 42′ 10″ N, 10° 19′ 28″ O | Treppenspeicher | Allseitig verbretterter Fachwerkbau in Hochrähmzimmerung unter Satteldach in roter Hohlpfannendeckung. Dach über Außentreppe vorkragend, Giebeldreieck verbrettert. Nachträglich eingesetztes Fenster. Zur Ostseite Schuppenanbau aus Holz unter abgeschleppten Dach. Um 1815 errichtet.                         | 33740068 | BW   |
| Heese 1 52° 42′ 10″ N, 10° 19′ 30″ O | Backhaus        | Backhaus in Form einer allseitig horizontal verbretterter Nurdachkonstruktion mit Hohlpfannendeckung. Firsthöhe ca. 1,80m, innen mit Backstein gemauerter Backofen. | 33740106 | BW   |
| Heese 1 52° 42′ 8″ N, 10° 19′ 30″ O  | Insthaus        | | 33740087 | BW   |

## Hohnhorst
| Lage                                           | Bezeichnung                                       | Beschreibung | ID       | Bild |
| ---------------------------------------------- | ------------------------------------------------- | --- | -------- | ---- |
| Am Alten Hof 52° 39′ 16″ N, 10° 19′ 48″ O      | Gutskapelle                                       | Saalbau in verputztem Backsteinmauerwerk mit polygonalem Chorschluss und westlichen Dachreiter. Langhaus mit direkt unter der Traufe liegenden Spitzbogenfenstern sowie Satteldach mit roter Hohlpfannendeckung, Chorpolygon mit Strebepfeilern. Nördlich Sakristei-Anbau des 19. Jh. Westturm als Dachreiter von 1768 mit Schieferbehang in deutscher Deckung und Glockenhaube in Kupferblech mit Wetterfahne. Im Inneren Kanzel und Gestühl des 18. Jh., sowie Grabplatte von 1595 und Holzepitaph von 1740. | 33740125 |      |
| Am Alten Hof 52° 39′ 16″ N, 10° 19′ 49″ O      | Kirchhof                                          | Kirchhof der Gutskapelle mit alten Grabsteinen der Familie von Hohnhorst. | 33739668 |      |
| Am Alten Hof 52° 39′ 16″ N, 10° 19′ 48″ O      | Kriegerehrenmal                                   | | 33740147 |      |
| Am Alten Hof 1 52° 39′ 14″ N, 10° 19′ 52″ O    | Wohnhaus                                          | | 33740169 | BW   |
| Am Alten Hof 1 52° 39′ 16″ N, 10° 19′ 51″ O    | Kutscherhaus; Hohnhorst I, Südgut                 | Giebelständiger Vierständer-Fachwerkbau auf Naturstein-/Ziegelsockel unter Halbwalmdach. Fachwerkgefüge mit geschosshohen Streben, zweifacher Verriegelung und roter Backsteinausfachung. Westliche Längsseite massiv unterfangen. Zur Ostseite der Hauptzugang zum Wohnteil. Errichtet in erster Hälfte 19. Jh. | 33740191 | BW   |
| Am Alten Hof 3 52° 39′ 15″ N, 10° 19′ 54″ O    | Herrenhaus; Hohnhorst I, Südgut                   | Eingeschossiger, quergelagerter Fachwerkbau auf Sockel unter Mansardwalmdach in Hohlpfannendeckung. Nördlich elfachsige, achsensymmetrische Hauptfassade mit Zugang mit Jugendstil-Tür mit Oberlicht sowie Zwerchhaus mit Frontispitz darüber. Rückwärtig ebengleich gestaltet, mit Freitreppe als Gartenzugang. Fenster mit profilierten Holzeinfassungen, Fassade vollflächig im horizontalen Bohlenbehang. In Eingangshalle Empiretapete mit Landschafts- und Jagdszenen. 1765 errichtet. | 33740231 |      |
| Am Alten Hof 3 52° 39′ 16″ N, 10° 19′ 54″ O    | Scheune; Hohnhorst I, Südgut                      | Scheune als Vierständer-Fachwerkbau unter Halbwalmdach in roter Hohlpfannendeckung. Nördliche Giebelseite mit seitlichen Durchfahrtstor, westlich Unterstand-Pultdach. Fachwerkgefüge mit zweifeldigen Streben und Backsteinausfachung. In erster Hälfte 19. Jh. errichtet, östlicher Flügel des Wirtschaftshofes. | 33740253 | BW   |
| Am Alten Hof 3 52° 39′ 16″ N, 10° 19′ 50″ O    | Einfriedung; Hohnhorst I, Südgut                  | Straßenseitiger eiserner Staketenzaun auf Betonfundament, Toreinfahrt zur Gutsanlage von zwei Naturstein-Pfeilern mit Kugel-Aufsätzen flankiert. 1878(i) errichtet. | 33740212 | BW   |
| Am Alten Hof 3 52° 39′ 14″ N, 10° 19′ 55″ O    | Park; Hohnhorst I, Südgut                         | | 33740644 | BW   |
| Mühlenmasch 1 52° 39′ 18″ N, 10° 19′ 46″ O     | Mühlengebäude; Hohnhorst II, Nordgut              | Dreigeschossiger Ziegelbau unter Mansarddächern. Fassade mit Lisenen gegliedert, nördlich Achse mit Ladestöcken. Südöstlicher, eingeschossiger Anbau über der Lachte mit Mühlentechnik. Südwestlich ebenfalls Anbau. 1911 errichtet. | 33740381 |      |
| Mühlenmasch 1 52° 39′ 18″ N, 10° 19′ 46″ O     | Wohnhaus                                          | | 33740402 | BW   |
| Mühlenmasch 2 a,b 52° 39′ 19″ N, 10° 19′ 46″ O | Landarbeiterwohnhaus; Hohnhorst II, Nordgut       | Eingeschossiger Fachwerkbau auf Ziegelsockel unter Satteldach in roter Hohlpfannendeckung. Fachwerkgefüge mit geschosshohen sowie zweifeldigen Streben sowie roter Backsteinausfachung. Zur Südseite zwei symmetrisch angeordnete Zugänge. | 33740444 | BW   |
| Mühlenmasch 3 52° 39′ 18″ N, 10° 19′ 45″ O     | Wohn-/Wirtschaftsgebäude                          | Gebäude in rotem Backsteinmauerwerk über L-förmigen Grundriss unter Halbwalmdach in roter Hohlpfannendeckung. Nordöstliche Traufseite zum Wirtschaftshof ausgerichtet, mit zwei Toren, Wirtschaftsöffnungen und Unterstand auf Kopfbändern. Nordgiebel mit zweigeschossigen Wohnteil, Südflügel mit Stalltüren. 1940(i) errichtet. | 33740467 | BW   |
| Mühlenmasch 4 52° 39′ 19″ N, 10° 19′ 47″ O     | Deputatshaus; Hohnhorst II, Nordgut               | Eingeschossiger Fachwerkbau auf Ziegelsockel unter Halbwalmdach in roter Hohlpfannendeckung. Fachwerkgefüge mit geschosshohen sowie zweifeldigen Streben sowie roter Backsteinausfachung. | 33740421 | BW   |
| Mühlenmasch 6 52° 39′ 20″ N, 10° 19′ 51″ O     | Herrenhaus; Hohnhorst II, Nordgut                 | Zweigeschossiger, quergelagerter Fachwerkbau auf hohem Feldsteinsockel unter Halbwalmdach in roter Hohlpfannendeckung. 10-achsige Fassade, zur Westfassade leicht außermittiger Zugang hinter Sandstein-Freitreppe. Im Brüstungsfach über Eingangstür Wappenstein. Achsensymmetrisches Fachwerkgefüge mit gekuppelten Ständern und zweifeldigen Streben sowie roter Backsteinausfachung. OG über Gebälk mit gerundeten Füllhölzern und Balkenköpfen leicht vorkragend. Giebelseiten und Rückseite im Fachwerk ebenso gestaltet, nordöstlich Anbau unter abgeschlepptem Dach. Im ersten Viertel 18. Jh. errichtet. | 33740486 | BW   |
| Mühlenmasch 6 52° 39′ 19″ N, 10° 19′ 50″ O     | Längsdurchfahrtsscheune; Hohnhorst II, Nordgut    | Scheune als Vierständer-Fachwerkbau auf Feldsteinsockel unter Schopfwalmdach in roter Hohlpfannendeckung. Fachwerkgefüge mit zweifeldigen Streben und roter Backsteinausfachung, Südwestliche Giebelseite mit seitlichen Längsdurchfahrt. Nordöstliches Gebäudeende massiv unterfangen mit Querdurchfahrt. | 33740338 | BW   |
| Mühlenmasch 6 52° 39′ 19″ N, 10° 19′ 51″ O     | Backhaus; Hohnhorst II, Nordgut                   | Kleiner Fachwerkbau unter Satteldach. Fachwerkgefüge mit roter Backsteinausfachung, Giebelfelder mit vertikaler Bohlenverkleidung. | 33740360 | BW   |
| Mühlenmasch 6 52° 39′ 18″ N, 10° 19′ 48″ O     | Stall; Hohnhorst II, Nordgut                      | Eingeschossiger Fachwerkbau auf Backsteinsockel unter Halbwalmdach in Ziegelpfannendeckung. Fachwerkgefüge mit geschosshohen Streben sowie Backsteinausfachung, rundherum Wirtschaftsöffnungen sowie Ladeluke im Giebelfeld. | 33740317 | BW   |
| Mühlenmasch 6 52° 39′ 20″ N, 10° 19′ 47″ O     | Hühnerstall mit Waschküche; Hohnhorst II, Nordgut | Kleiner eingeschossiger Ziegelbau unter Satteldach in roter Hohlpfannendeckung. Hühnerstall mit westlichen Stalltürchen. Südlich niedrigerer Gebäudeteil mit Schornstein und ehemals integrierter Waschküche. Um 1910 errichtet. | 52708334 | BW   |

## Wohlenrode
| Lage                                             | Bezeichnung                | Beschreibung | ID       | Bild |
| ------------------------------------------------ | -------------------------- | --- | -------- | ---- |
| Vor den Höfen 10 52° 39′ 29″ N, 10° 21′ 18″ O    | Herrenhaus; Gut Wohlenrode | Vierständer-Fachwerkbau auf verputztem Backsteinsockel unter Satteldach in roter Hohlpfannendeckung. Südwest und Nordwestseite in vertikaler Holzverschalung mit Zierschnitt. Westliche Gebäudehälfte mit nach Norden vorragenden Querhaus, in Verlängerung dessen südöstlich Zwerchhaus. Querhaus mit eingezogenem Hauptzugang hinter Windfang, in der Milchglasscheibe das Familienwappen der von der Wense mit Jahreszahl „1890“. Fachwerkgefüge mit geschosshohen Streben und roter Backsteinausfachung. Im Kern Vierständer-Bauernhaus vom Ende des 18. Jh., 1890 erweitert. | 33740549 |      |
| Wohlenroder Straße 4 52° 39′ 28″ N, 10° 21′ 5″ O | Wohn-/ Wirtschaftsgebäude  | Vierständer-Hallenbau auf verputztem Sockel unter Halbwalmdach in roter Hohlpfannendeckung. Zur Südseite mittiges Dielentor mit Inschriften im Torsturz, darüber Ladeluke. Fachwerkgefüge mit roter Backsteinausfachung, geschosshohen Streben sowie Holzblendwerk mit Segmentbogen in oberen Ausfachungen. Giebelfeld leicht vorkragend über profiliertem Gebälk. 19. Jh. | 33740569 |      |